# Puente de la Estrella de 1869
El puente de la Estrella de 1869 también conocido simplemente como puente de la Estrella, puente viejo de la Estrella o antiguo puente de la Estrella, fue un puente de carretera situado sobre el río Esla entre los municipios de Perilla de Castro y San Cebrián de Castro, provincia de Zamora, en España.
El puente se cerró al tráfico en 1928 y quedó definitivamente sumergido en 1933 con la puesta en marcha del embalse de Ricobayo. En ese mismo año, se inauguró el puente de la Estrella de 1933, que lo suplió en denominación y usos al situarse a pocos metros aguas arriba.
Esta infraestructura perteneció a la antigua carretera Villacastín-Vigo desde finales del siglo XIX y principios del XX, convirtiéndose a su vez en la principal vía de comunicación entre las comarcas rurales de Alba, Tábara, La Carballeda y Sanabria con la capital Zamora. El puente tuvo un gran tránsito principalmente de carretas, pero también fue usado para uso peatonal y pecuario.

## Historia
La historia del antiguo puente de la Estrella es un hito importante de la provincia de Zamora del siglo XIX. En 1849 llega a Zamora el ingeniero Práxedes Mateo Sagasta (que posteriormente fue presidente del Gobierno) destinado a la jefatura de Obras Públicas de Zamora tras titularse en Ingeniería de Caminos, Canales y Puertos por la Escuela de Ingenieros de Caminos de Madrid. Aquí se le encomienda la construcción de la carretera de Zamora a Orense por las portillas de Padornelo y de la Canda, dentro de la carretera Villacastín-Vigo.
Un primer proyecto del trazado se hace por Villardeciervos, pero es rechazado por razones políticas, aprobándose definitivamente el actual por Tábara. Uno de los puentes proyectados para dar paso a esta carretera fue el puente de la Estrella sobre el río Esla. De su construcción, gracias al fotógrafo J. Laurent se conservan excelentes fotografías de este puente que se acabó inaugurando el 1 de julio de 1869. En la misma carretera se abrieron al tránsito el mismo día los puentes de Ciervas y Tera.

## Características
Se trata de un puente construido de piedra arenisca en obra de sillería. Consta de trece arcos de medio punto, de los cuales los siete centrales tienen 16 m de luz y los laterales 10 m, con una altura de 15 m por debajo de la clave. El puente tuvo un gran tránsito principalmente de carretas, pero también fue usado para uso peatonal y pecuario.
Tras construirse el embalse del Esla este puente quedó sumergido bajo las aguas, aunque en épocas de cota baja reaparece convirtiéndose en un reclamo turístico y cultural, aunque con graves problemas medioambientales.
A pocos metros de este puente, aguas arriba, el bajo nivel de las aguas también permite ver los restos de unas antiguas aceñas, de las muchas que existieron en este tramo del Esla. Ruinas protoindustriales vinculadas, en varios casos, al hoy despoblado de Castrotorafe.